# リーゲルテレスコープ
リーゲルテレスコープは、歯科治療で用いる嵌め込み式義歯（テレスコープデンチャー）の中の1つ。コーヌスクローネと並びテレスコープデンチャーの代表的な存在である。健康保険が適用されない自由診療となる。クラスプではなく閂（かんぬき）形態の機構の維持装置を用いるもので、1980年代に流行した。リーゲルとはドイツ語で閂のこと。義歯の着脱はレバーの開閉で行い、機械的な維持装置に依存するため、義歯の維持は良好である。他のテレスコープデンチャーと同様に支台歯の負担が少なく、義歯床を小さくできる利点があり、作成にあたっての難易度が高いという欠点がある。テレスコープデンチャーの中でも特に高い精度と熟練の技術を求めるものである事、テレスコープデンチャーの利点を包括するデンタルインプラント治療の普及拡大、歯科技工士学校でリーゲルテレスコープの実習を行う学校がほとんどないことなどから、リーゲルテレスコープを製作できる歯科技工士が減少しつつある。

## 関連
- 義歯
- 部分床義歯
- テレスコープデンチャー
- コーヌスクローネ
- 歯科補綴学／補綴科